# Creu del Santuari de Gràcia
La Creu del Santuari de Gràcia és una creu de terme situada a l'entrada del Santuari de Nostra Senyora de Gràcia, al puig de Randa, Llucmajor, Mallorca. Amb una alçada de 3,17 m està composta per: una graonada octogonal de sis graons, un fust de secció octogonal, un capitell de forma helicoidal d'arestes vives i un creuer de tipologia llatina de braços rectes amb terminacions còncaves i en relleu una creu superposada de braços rectes acabats en formes circulars amb una funció totalment decorativa. Fou bastida a finals del segle xviii possiblement per substituir una de més antiga que s'hauria fet malbé, la qual cosa s'observa al capitell, fragment del fust de l'antiga creu.